# Харитон Цариградски
Харитон Евгениот (грч. Χαριτον Ευγενιο д. 1179) је цариградски патријарх, који је обављао дужност једну годину (1178-1179).
Претходник патријарха Харитона Евгениота био је патријарх Михајло III, а његов наследник патријарх Теодосије I.
На место цариградског патријарха Харитон је изабран за време владавине византијског цара Манојла I Комнина.
Харитон је уздигнут у чин цариградског патријарха 1178. године у време када је патријаршијски престо у Цариграду био упражњен. За време његовог мандата на патријаршијском трону нису направљене значајније трансформације или иновације.
Харитон Еугениот је на месту цариградског патријарха био кратко, до 1179. године, до његове изненадне смрти.